# Torneo Sub-20 de la Concacaf 2007
El Torneo Sub-20 de la CONCACAF 2007 fue la eliminatoria de la zona rumbo a la Copa Mundial de Fútbol Sub-20 de 2007 a realizarse en Canadá y contó con la participación de 8 equipos de América del Norte, América Central y el Caribe.
Los equipos fueron divididos en dos grupos de cuatro equipos cada uno, jugados en Panamá y México, de donde saldrían los 4 equipos que representen a la Concacaf en el mundial sub-20.

## Participantes
| Región                   | Clasificación                | Participantes                        |
| ------------------------ | ---------------------------- | ------------------------------------ |
| Caribe (CFU)             | Eliminatoria Caribeña        | Haití Jamaica San Cristóbal y Nieves |
| América Central (UNCAF)  | Eliminatoria Centroamericana | Costa Rica Guatemala                 |
| América Central (UNCAF)  | Anfitrión                    | Panamá                               |
| América del Norte (NAFU) | Anfitrión                    | México                               |
| América del Norte (NAFU) | Clasificado Automáticamente  | Estados Unidos                       |

## Grupo A
| País           | J | G | E | P | GF | GC | GD | Pts |
| -------------- | - | - | - | - | -- | -- | -- | --- |
| Estados Unidos | 3 | 2 | 1 | 0 | 9  | 1  | +8 | 7   |
| Panamá         | 3 | 1 | 1 | 1 | 4  | 8  | -4 | 4   |
| Haití          | 3 | 1 | 0 | 2 | 5  | 7  | -2 | 3   |
| Guatemala      | 3 | 0 | 2 | 1 | 1  | 3  | -2 | 2   |

| 17 de enero de 2007 | Haití             | 1 – 4 | Estados Unidos                    | Estadio Rommel Fernández, Ciudad de Panamá           |                                                      |
|                     | Yveson 73' (pen.) | [http://www.concacaf.com/competitions/matchreport/5937.pdf (enlace roto disponible en Internet Archive; véase el historial, la primera versión y la última). Reporte] | Akpan 25', 38', 61' · Wallace 48' | Asistencia: 6,000 espectadores Árbitro(s): Lee Davis | Asistencia: 6,000 espectadores Árbitro(s): Lee Davis |

| 17 de enero de 2007 | Panamá       | 1 – 1   | Guatemala        | Estadio Rommel Fernández, Ciudad de Panamá               |                                                          |
|                     | Barahona 65' | Reporte | Ovalle 2' (a.g.) | Asistencia: 7,545 espectadores Árbitro(s): Manuel Glower | Asistencia: 7,545 espectadores Árbitro(s): Manuel Glower |

| 19 de enero de 2007 | Estados Unidos | 0 – 0   | Guatemala | Estadio Rommel Fernández, Ciudad de Panamá             |                                                        |
|                     |                | Reporte |           | Asistencia: 3,000 espectadores Árbitro(s): José Pineda | Asistencia: 3,000 espectadores Árbitro(s): José Pineda |

| 19 de enero de 2007 | Panamá                                         | 3 – 2   | Haití                      | Estadio Rommel Fernández, Ciudad de Panamá              |                                                         |
|                     | Wallace 22' · Saintilus 72' (a.g.) · Brown 83' | Reporte | Saintilus 60' · Yveson 77' | Asistencia: 9,632 espectadores Árbitro(s): Joel Aguilar | Asistencia: 9,632 espectadores Árbitro(s): Joel Aguilar |

| 21 de enero de 2007 | Guatemala | 0 – 2   | Haití             | Estadio Rommel Fernández, Ciudad de Panamá              |                                                         |
|                     |           | Reporte | Augustin 52', 83' | Asistencia: 3,000 espectadores Árbitro(s): Roy McArthur | Asistencia: 3,000 espectadores Árbitro(s): Roy McArthur |

| 21 de enero de 2007 | Estados Unidos                                        | 5 – 0   | Panamá | Estadio Rommel Fernández, Ciudad de Panamá               |                                                          |
|                     | Adu 7', 90' · Rogers 49' · Smith 60' · Villanueva 70' | Reporte |        | Asistencia: 17,180 espectadores Árbitro(s): Joel Aguilar | Asistencia: 17,180 espectadores Árbitro(s): Joel Aguilar |

## Grupo B
| País       | J | G | E | P | GF | GC | GD | Pts |
| ---------- | - | - | - | - | -- | -- | -- | --- |
| México     | 3 | 2 | 1 | 0 | 5  | 1  | +4 | 7   |
| Costa Rica | 3 | 2 | 1 | 0 | 6  | 3  | +3 | 7   |
| S/K Nevis  | 3 | 0 | 1 | 2 | 3  | 6  | -3 | 1   |
| Jamaica    | 3 | 0 | 1 | 2 | 1  | 5  | -4 | 1   |

| 21 de febrero de 2007 | Jamaica | 0 – 2   | Costa Rica                        | Estadio Banorte, Culiacán, Sinaloa                    |                                                       |
|                       |         | Reporte | Borges 3' (pen.) · Solórzano 90+' | Asistencia: 250 espectadores Árbitro(s): Terry Vaughn | Asistencia: 250 espectadores Árbitro(s): Terry Vaughn |

| 21 de febrero de 2007 | México                        | 2 – 0   | S/K Nevis | Estadio Banorte, Culiacán, Sinaloa                         |                                                            |
|                       | Villaluz 28' · dos Santos 86' | Reporte |           | Asistencia: 12,833 espectadores Árbitro(s): Steven Depiero | Asistencia: 12,833 espectadores Árbitro(s): Steven Depiero |

| 23 de febrero de 2007 | Costa Rica                               | 3 – 2   | S/K Nevis                | Estadio Banorte, Culiacán, Sinaloa                   |                                                      |
|                       | Cordero 5' · Solórzano 43' · Herrera 55' | Reporte | Berkeley 2' · Hanley 14' | Asistencia: 250 espectadores Árbitro(s): Elmar Rodas | Asistencia: 250 espectadores Árbitro(s): Elmar Rodas |

| 23 de febrero de 2007 | México                        | 2 – 0   | Jamaica | Estadio Banorte, Culiacán, Sinaloa                         |                                                            |
|                       | Villaluz 31' · dos Santos 56' | Reporte |         | Asistencia: 17,425 espectadores Árbitro(s): Roberto Moreno | Asistencia: 17,425 espectadores Árbitro(s): Roberto Moreno |

| 25 de febrero de 2007 | S/K Nevis    | 1 – 1   | Jamaica   | Estadio Banorte, Culiacán, Sinaloa                      |                                                         |
|                       | Berkeley 77' | Reporte | Grant 36' | Asistencia: 405 espectadores Árbitro(s): Steven Depiero | Asistencia: 405 espectadores Árbitro(s): Steven Depiero |

| 25 de febrero de 2007 | Costa Rica   | 1 – 1                                                 | México | Estadio Banorte, Culiacán, Sinaloa                      |                                                         |
|                       | Solórzano 6' | [FINAL MATCH STATISTICS/ESTADISTICAS FINALES Reporte] |        | Asistencia: 19,051 espectadores Árbitro(s): Neal Brizan | Asistencia: 19,051 espectadores Árbitro(s): Neal Brizan |

## Clasificados al Mundial Sub-20
| - Costa Rica - Estados Unidos | - México - Panamá |